# العارضه السفلى (يريم)

تعديل مصدري - تعديل

العارضه السفلى محلة تابعة لقرية العارضة، التابعة لعزلة خودان بمديرية يريم إحدى مديريات محافظة إب في الجمهورية اليمنية.، بلغ تعداد سكانها 101 حسب تعداد اليمن لعام 2004.